# Тежки крайцери тип „Пенсакола“
Пенсакола (на английски: Pensacola) са тип тежки крайцери на ВМС на САЩ. Всичко от проекта са построени 2 единици: „Пенсакола“ (на английски: USS Pensacola (CA-24)) и „Солт Лейк Сити“ (на английски: USS Salt Lake City (CA-25)). Първите тежки крайцери в американския флот. Потопени през 1946 г. при атола Бикини в процеса на изпитанията на атомни бомби „Кросроудс“.

## История на създаването
Американците смятат, че техните крайцери трябва да превъзхождат „Хокинс“, тъй като Великобритания се счита за вероятен противник. Такава реална заплаха представлява и Япония, за това е отчетена и спецификата на Тихоокеанския театър – това означава голяма далечина на плаване.
Проектът е разработен през 1926 г. с оглед ограничението за нормална водоизместимост с величина – не повече от 10 000 t, определно Вашингтонския договор от 1922 г. за крайцерите, с цел ефективно противодействие на японските крайцери на океанските комуникации.

## Конструкция
Проектът е разработен през март 1925 г. Той предвижда десет 203 mm оръдия, скорост от 31,2 възела и брониране с маса 773 тона. Разчетите показват, че водоизместимостта на кораба ще бъде по-малка от разрешените 10 000 дълги тона, за това добавят още 250 тона за бронирането на кораба, които са за усилване на бронирането на погребите. Получава се така, че крайцерите са относително неуязвими за 152 mm снаряди, но 203 mm снаряди пробиват пояса в района на машините на дистанция от 120 кабелта, а палубата на разстояния над 80 кабелта. Тъй като развитието на системите за централно насочване правят такива дистанции на боя за 203 mm снаряди напълно реални, това предизвиква определено безпокойство. Проектът се оказва лошо изработен. Проектната водоизместимост съставлява 9800 д.тона, но след дострояването става ясно, че крайцерите са силно недонатоварени (стандартната водоизместимост на „Пенсакола“ е 9100 д.т., „Солт Лейк Сити“ – 9097 д.т.).
Горната палуба на гладкопалубния корпус, който е за предпочитане, от гледна точка на здравината, има значителна седловатост и значително изкачване към форщевена. При носа височината на надводния борд, при нормалната проектна водоизместимост (11 568 д.т.) съставлява 8,73 м, а при кърмата е 4,88 м.
Корпусът е набран по напречната схема. Корпусът има основно нитована конструкция, макар в значителни обеми да се използва и заваряване – всички ненатоварени конструкции са заварени.
Метацентричната височина на изпитанията на крайцера „Солт Лейк Сити“ за стабилност съставлява 1,69 m при пълно натоварване (11 512 д.т.), 1,65 m при натоварване 2/3 от пълното (10 666 дл.т.), което е с четвърт метър повече от проектната. В резултат крайцерите има излишна устойчивост и се оказват подложени на силно люлеене. Спешно са увеличени скуловите килове, поставена е допълнителная защита по надстройките за намаляване на метацентричната височина и са преправени две цистерни за гориво в пасивни успокоители на люлеенето, също така е планирано поставянето на допълнителни зенитни оръдия. В резултат на предприетите мерки към декември 1933 г. метацентричната височина намалява (при намаляване на МВ корабът става по-устойчив при вълнение – намалява се честотата и амплитудата на люлеенето, което благоприятно влияе върху точността на огъня), и съставлява 1,20 м при нормална водоизместимост (10 967 д.т.) и 1,29 м при пълна (11 814 д.т). През 1943 г., за сметка на поставянето на допълнително въоръжение и оборудване, метацентричната височина при пълна водоизместимост (12 720 д.т.) е намалена до 1,14 m.

### Въоръжение

#### Главен калибър
Необикновена черта в разположението на въоръжението е, че строените оръдейни установки са поставени над двуоръдейните. Това е направено за това, че големият барбет на триоръдейната кула не се вписва в острите обводи на носовата част. Строената тежи 250,6 т, сдвоената – 189,6 т. Оръдията са разположени в една люлка, прекалено близо едно от друга, с разстояние между осите им от 1,14 м. Крайцерът е въоръжен с 203/55 mm оръдия, които при ъгъл на възвишение от 41° имат далечина на стрелбата 159 кабелта. Масата на снаряда е 118 kg. начална скорост – 853 m/s. Общата дължина на оръдието съставлява 11,2 м, масата – 30,3 т. Живучестта на ствола е 400 изстрела. Техническата скорострелност съставлява пет и половина изстрела в минута. Практическата скорострелност съставлява три и половина изстрела. Скорострелността по време на бой е още по-ниска – 0,5…1,2 изстрела в минута.
СУО изчислява данните за стрелбата за скорости на снарядите от 701, 823 и 914 м/с.

#### Универсален калибър
127 mm/25 оръдие е първата голямокалибрена зенитка, създадена за американския флот в средата на 20-те, и към този момент обладава прекрасни характеристики, но към началото на войната вече не е ново оръдие, отстъпващо по своите характеристики на чуждите аналози (малка досегаемост, недостатъчна скорост на насочване, прекалено тежък унитарен изстрел). Насочването на 127-мм/25 Marks 10 по хоризонталната и вертикалната плоскости е ръчно. Максималната скорострелност може да състави 15 изстр./мин. Крайцерите първоначално носят четири такива оръдия. Боезапасът при нормална водоизместимост е 1800 изстрела на кораб, но погребите поемат 2200 зенитни и 600 осветителни изстрела, при поставянето на допълнителните оръдия погребите са разширени за 3000 изстрела. За тренировки на разчетите на крайцерите има тренажор за зареждане Mk 8.
| Зенитна артилерия на крайцерите       | Зенитна артилерия на крайцерите | Зенитна артилерия на крайцерите | Зенитна артилерия на крайцерите |
| Оръдие                                | 5in Mk. 10                      | 4"/45 QF Mark XVI               | 127 mm/40 Тип 89                |
| ------------------------------------- | ------------------------------- | ------------------------------- | ------------------------------- |
| калибър, mm                           | 127                             | 102                             | 127                             |
| дължина на ствола, калибра            | 25                              | 45                              | 40                              |
| маса на оръдието, kg                  | 1937                            | 2039                            | 3060                            |
| скорострелност, изстрела/минута       | 15 – 20                         | 16 – 20                         | 12 – 16                         |
| тегло на патрона, kg                  | 36,3                            | 28,8                            | 34,3                            |
| тегло на снаряда, kg                  | 24,43                           | 15,88                           | 23                              |
| начална скорост, m/s                  | 657                             | 811                             | 720                             |
| максимална далечина на стрелбата, m   | 13 259                          | 18 150                          | 14 800                          |
| максимална досегаемост по височина, m | 8352 (6500)                     | 11 890                          | 9400 (7400)                     |
| Живучест на ствола, изстрела          | 3000                            | 600                             | 1500                            |

Лекото зенитно въоръжение се състои само от осем 12,7 mm картечници Браунинг. Корабите получават две 47-мм салютни оръдия Хочкис, разположени на надстройката побордно на нивото на 47 шпангоут.

#### Авиационно въоръжение
Авиационното въоръжение през 30-те години се смята за важна част от бойната мощ на големия надводен кораб. На типа „Пенсакола“ могат да се намират четири хидросамолета, но крайцерът няма хангар. Два барутни катапулта ускоряват самолет с маса до 3,7 тона до скорост 105 km/h.

### Енергетична установка
В състава на силовата установка влизат осем водотръбни котела конструкция „Уайт-Форстър“ произведени от фирма Babcock & Wilcox Co. Схемата на установката е ешелонна. Котлите произвеждат пара с работно налягане от 21,1 кГ/см² и за икономия на тегло са без паропрегреватели. Те захранват с пара четири турбини тип Parsons с едностепенни редуктори, с обща мощност 107 000 к.с., която да осигури ход от 32,5 възела при 366 об/мин. Турбините въртят четири трелопастни винта. Масата на силовата установка съставлява 1765 д.т. (тяговъоръженост – 16,5 kg/к.с.). Нормалният запас гориво съставлява 1411 д.тона, пълният – 2116 д.т. мазут (при запълване на всички възможни съдове, като „свръхтовар“ СА-24 – 3052, СА-25 – 2895 тона нефт). Проектната далечина съставлява 10 000 морски мили на 15-възлов ход. „Солт Лейк Сити“ през 1945 г. на ход 15 възела може да измине 7020 мили, при скорост 20 възела – 5000 мили при запас гориво 2115 д.т.
Крайцерите имат два турбогенератора с мощност по 250 кW и два по 200 кW. Аварийното осветление работи на акумулаторни батерий.
Тактико-технически характеристики към 1941 г.
Водоизместимост:
„Пенсакола“ – стандартна 9100 д.т., пълна – 12 050 д.т.
„Солт Лейк Сити“ – стандартна 10 051 д.т., пълна – 12 716 д.т.
Размери – 173,7/178,5×19,9×5,9 метра
Силова установка: 4 ТЗА, 107 000 к.с.
Скорост – 32,5 възела.
Проектна далечина на плаване – 10 000 морски мили на 15-възлов ход.
Брониране: пояс – 63,5 – 102 mm; траверси – 63,5 – 25 mm; палуба – 25 – 45 mm; кули – 63,5 – 19 mm; барбети – 19 mm; рубка – 32 mm.
Въоръжение – 2 × 3 и 2 × 2 – 203 mm/55, 8 × 1 – 127 mm/25, 2 × 4 – 28 mm/75, 2 катапулта, 4 хидросамолета.
Екипаж – 1054 души

## Модернизации
В средата на 30-те години от крайцерите в съответствие с новата тактическа концепция са свалени торпедните апарати. През 1936 г. отворите в борда там, където по-рано стоят торпедните апарати, са запушени. Горивните цистерни, преоборудвани в пасивни успокоители на люлеенето, отново са преправени за съхранение на гориво. През 1940 г. на „Пенсакола“ е поставен експерименталния радар модел CXAM. Преди войната крайцерите получават още по четири 127 mm/25 оръдия. През ноември 1941 г. на крайцерите са поставени два четирицевни 28 mm автомата. В хода на войната двата кораба получават нови модели радари. Към 1942 г. корабите получават по осем 20 mm автомата и още по две „чикагски пиана“. През 1942 г. вместо 28 mm автомати са поставени четирицевни „Бофорси“. Броят на самолетите е съкратен до два, десният катапулт е свален. Поставени са два резервни дизел-генератора, които имат мощност по 100 кW.

## История на службата
„USS Pensacola (CA-24)“ – заложен на 27 октомври 1926 г., спуснат на 25 април 1929 г., влиза в строй на 6 февруари 1930 г.
„USS Salt Lake City (CA-25)“ – заложен на 9 юни 1927 г., спуснат на 23 януари 1929 г., влиза в строй на 11 декември 1929 г.

## Оценка на проекта
След поставянето на допълнителното въоръжение и оборудване, първоначалната излишна устойчивост се превръща в плюс – корабите нямат нужда от допълнителен баласт.
| Сравнителни ТТХ на тежките крайцери от първо поколение | Сравнителни ТТХ на тежките крайцери от първо поколение | Сравнителни ТТХ на тежките крайцери от първо поколение          | Сравнителни ТТХ на тежките крайцери от първо поколение | Сравнителни ТТХ на тежките крайцери от първо поколение | Сравнителни ТТХ на тежките крайцери от първо поколение | Сравнителни ТТХ на тежките крайцери от първо поколение |
| Основни елементи                                       | Италия „Тренто“                                        | Франция „Дюкен“                                                 | Великобритания „Кент“                                  | САЩ „Пенсакола“                                        | Япония „Фурутака“                                      | Япония„Миоко“                                          |
| ------------------------------------------------------ | ------------------------------------------------------ | --------------------------------------------------------------- | ------------------------------------------------------ | ------------------------------------------------------ | ------------------------------------------------------ | ------------------------------------------------------ |
| Водоизместимост, стандартна/пълна, т                   | 10 334/13 334                                          | 10 160/12 435                                                   | 9750/13 400                                            | 9243/11 697                                            | 8100/9433                                              | 10 980/14 194                                          |
| Енергетична установка, к.с.                            | 150 000                                                | 120 000                                                         | 80 000                                                 | 107 000                                                | 102 000                                                | 130 000                                                |
| Максимална скорост, възела                             | 36                                                     | 34                                                              | 31,5                                                   | 32,5                                                   | 34,5                                                   | 35,5                                                   |
| Далечина на плаване, мили на скорост, въз.             | 4160 (16)                                              | 5500 (15)                                                       | 10 400 (14)                                            | 7460 (14) 7020 (15) 6640 (16)                          | 7900 (14)                                              | 7000 (14)                                              |
| Артилерия на главния калибър                           | 4×2 – 203-мм                                           | 4×2 – 203-мм                                                    | 4×2 – 203-мм                                           | 2×3 и 2×2 – 203-мм                                     | 6×1 – 200-мм                                           | 5×2 – 200-мм                                           |
| Универсална артилерия                                  | 8×2 – 100-мм                                           | 8×1 – 75-мм                                                     | 4×1 – 102-мм                                           | 4×1 – 127-мм                                           | 4×1 – 76-мм                                            | 6×1 – 120-мм                                           |
| Лека зенитна артилерия                                 | 4×1 – 40-мм, 4×2 – 13,2-мм                             | 8×1 – 37-мм, 6×2 – 13,2-мм                                      | 4×1 – 40-мм                                            | нет                                                    | 4×1 – 40-мм                                            | нет                                                    |
| Торпедно въоръжение                                    | 2×3 – 533-мм ТА                                        | 2×3 – 550-мм ТА                                                 | 2×4 – 533-мм ТА                                        | 2×3 – 533-мм ТА                                        | 6×2 – 610-мм ТА                                        | 4×3 – 610-мм ТА                                        |
| Брониране, мм                                          | Борд – 70, палуба – 50, кули – 80, рубка – 100         | Борд – няма, палуба – няма, погреби – 30, кули – 30, рубка – 30 | Борд – 25, палуба – 35, кули – 25, рубка – няма        | Борд – 63 – 102, палуба – 45, кули – 63, рубка – 32    | Борд – 76, палуба – 35, кули – 25, рубка – няма        | Борд – 102, палуба – 32 – 35, кули – 25, ПТП – 58      |
| Екипаж, души                                           | 723                                                    | 605                                                             | 685                                                    | 631                                                    | 625                                                    | 764                                                    |

## Коментари
1. ↑  Буквите показват принадлежността към определен класː ВВ – линкор, СС, CL, СА – съответно линеен, лек или тежък крайцер, CV – самолетоносач, DD – разрушител, SS – подводница и т.н.
2. ↑  За „пенсаколите“ официално се използва именно такава терминология.
3. ↑  Към момента на влизане в строй.